# Gašparci
Gašparci – wieś w Chorwacji, w żupanii primorsko-gorskiej, w mieście Delnice. W 2011 roku liczyła 15 mieszkańców.